# لاري فاين (كاتب)
لاري فاين (بالإنجليزية: Larry Fine)‏ هو كاتب أمريكي، ولد في 1950.